# Dasyvalgus castaneodorsalis
Dasyvalgus castaneodorsalis är en skalbaggsart som beskrevs av Miyake 1993. Dasyvalgus castaneodorsalis ingår i släktet Dasyvalgus och familjen Cetoniidae. Inga underarter finns listade i Catalogue of Life.